# 河里镇
河里乡，是中华人民共和国广西壮族自治区来宾市合山市下辖的一个乡镇级行政单位。

## 行政区划
河里乡下辖以下地区：
河里社区、甘林村、羊樟村、洛满村、河里村、长模村、环山村、仁义村、怀集村、五塘村和马安村。